# Halewood
Halewood är en stad och en civil parish i Storbritannien.   Den ligger i distriktet Knowsley i Merseyside i riksdelen England, i den centrala delen av landet, 270 km nordväst om huvudstaden London. Halewood ligger 24 meter över havet och antalet invånare är 20 309.
Terrängen runt Halewood är platt. Havet är nära Halewood åt sydväst. Runt Halewood är det mycket tätbefolkat, med 1 266 invånare per kvadratkilometer. Närmaste större samhälle är Liverpool, 11,2 km nordväst om Halewood. Runt Halewood är det i huvudsak tätbebyggt.